# Kepler (svemirski teleskop)
Kepler, NASA-in program otkrivanja egzoplaneta uz pomoć istoimenog svemirskog teleskopa. Ime je dobio u čast njemačkog astronoma Johannesa Keplera. Lansiran 7. ožujka 2009. raketom Delta II, očekivano trajanje misije je najmanje tri i pol godine. Kepler koristi svjetlomjer koji je razvila NASA kako bi kontinuirano pratio sjaj od preko 145.000 zvijezda. Podaci prikupljeni tijekom ovih promatranja analiziraju se kako bi se otkrila periodična kolebanja koja upućuju na postojanje egzoplaneta.
2. veljače 2011. NASA je objavila rezultate na osnovu podataka prikupljenih u razdoblju od 12. svibnja do 17. rujna 2009. Otkrili su 1235 kandidata za planete koji kruže oko 997 zvijezda. Od 54 kandidata koji se nalaze u nastanjivoj zoni, pet ih je veličinom slično Zemlji.

## Vanjske poveznice
- Kepler: Home Page  Arhivirana inačica izvorne stranice od 31. listopada 2008. (Wayback Machine)